# Evian Thonon Gaillard F.C.
Evian Thonon Gaillard Football Club (phát âm tiếng Pháp: [evjɑ̃ tɔnɔ̃ ɡajaʁ]; thường được biết đến với tên Evian TG hay đơn giản là Evian) là một câu lạc bộ bóng đá Pháp đã giải thể có trụ sở tại Gaillard.
Evian T.G.F.C thành lập năm 2003 với tên Football Croix-de-Savoie 74 và được quản lý dưới quyền hai huấn luyện viên. Sau đó khoảng 5 năm thì đổi tên.
Sân nhà của đội là Sân vận động Joseph-Moynat tại quê nhà của câu lạc bộ, nhưng mùa giải 2010-11 đã chuyển tới Sân vận động Công viên Thể thao gần Annecy.
Năm 2016, câu lạc bộ đã bị giải thể.